# 圣若翰洗者小堂 (乌尔比诺)

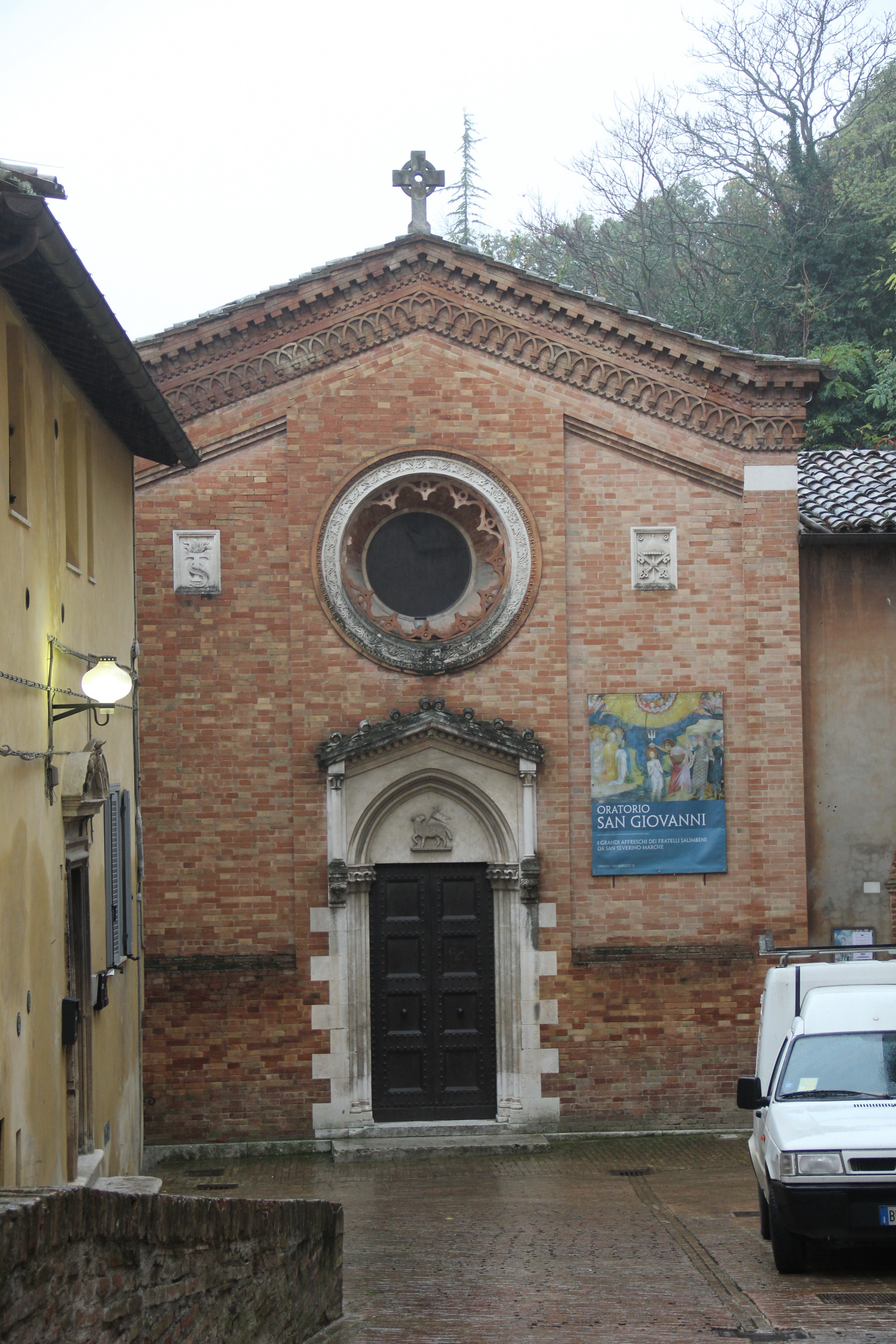

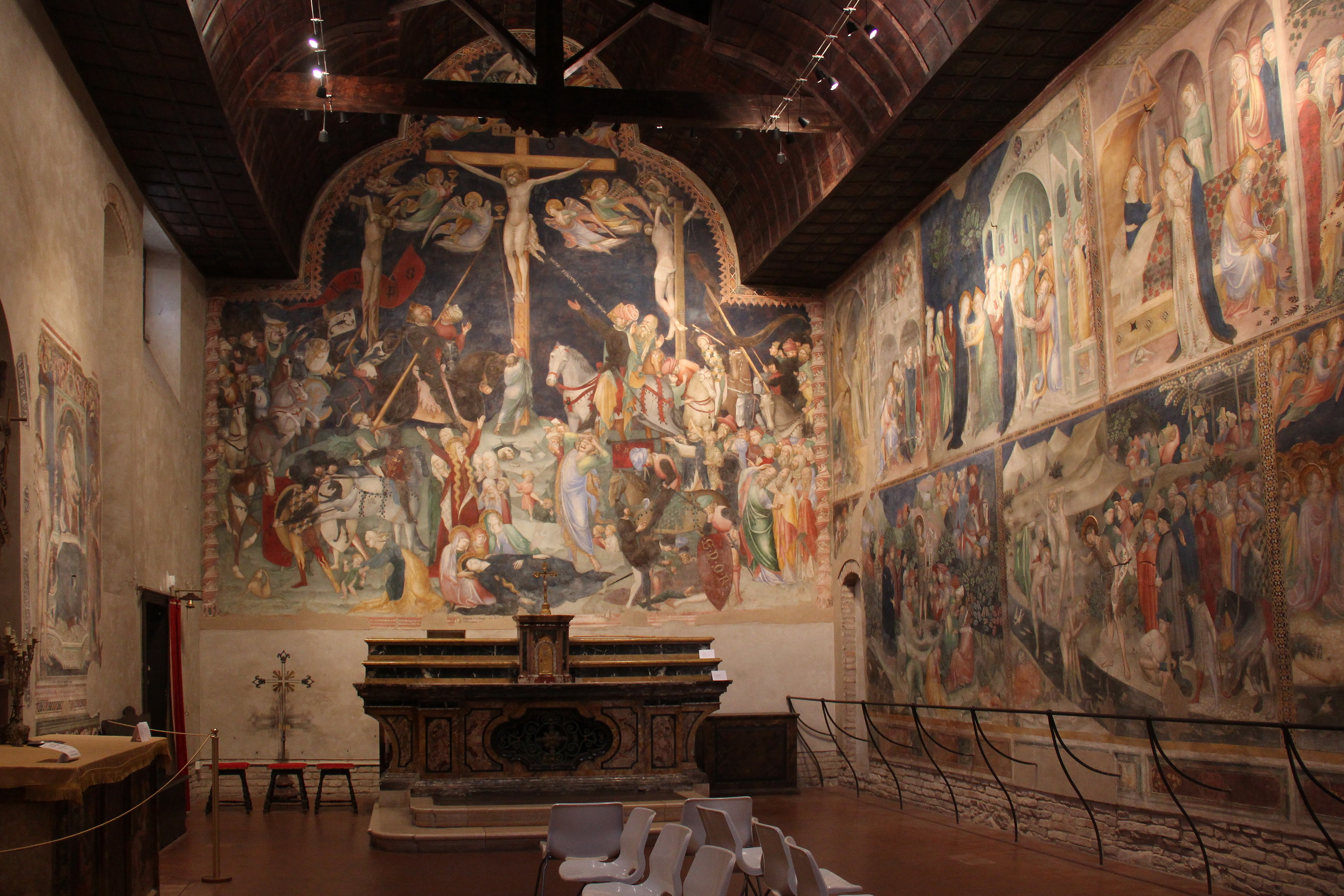

圣若翰洗者小堂（義大利語：Oratorio di San Giovanni Battista）是一座14世纪的小堂或祈祷室，位于意大利马尔凯大区乌尔比诺的巴罗奇街（Via Francesco Barocci）。
祈祷室以洛伦佐·萨林贝尼（Lorenzo Salimbeni）和雅格布·萨林贝尼（Jacopo Salimbeni）兄弟的晚期哥特式风格的壁画（1416年）而闻名。主题包括圣母的谦卑和被钉十字架，此外，小堂还有若翰洗者生平的场景，如：“降生的报喜”；“耶稣的洗礼”，“施洗的生涯”和“圣若翰讲道”。 